# Шаган (Каспанский сельский округ)
Шаган (каз. Шаған) — село в Кербулакском районе Жетысуской области Казахстана. Входит в состав Каспанского сельского округа. Находится примерно в 48 км к востоку от посёлка Сарыозек. Код КАТО — 194647500.

## Население
В 1999 году население села составляло 127 человек (68 мужчин и 59 женщин). По данным переписи 2009 года, в селе проживало 97 человек (54 мужчины и 43 женщины).